# Comté de LaPorte
Pour les articles homonymes, voir LaPorte.
Le comté de LaPorte (anglais : LaPorte County) est un comté de l'État de l'Indiana, aux États-Unis. Il compte 111 467 habitants lors du recensement de 2010. Son siège est La Porte.

## Géographie
Le comté de LaPorte est située dans le nord de l'Indiana, à la frontière avec le Michigan.
Il s'étend sur une superficie totale de 598,24 milles carrés (1 549 km2).

## Histoire
Le comté de LaPorte est créé en 1832.
Son toponyme date de l'époque de la Nouvelle-France, quand les explorateurs français, les trappeurs et les coureurs des bois canadiens-français arpentèrent cette région et découvrirent un passage dans la forêt permettant d'accéder aux régions occidentales de la Louisiane française,.

## Municipalités
Le comté de LaPorte compte onze municipalités, listées ci-dessous par ordre de création :
- La Porte (city, 1835) ;
- Michigan City (city, 1837) ;
- Westville (town, 1864) ;
- Wanatah (town, 1865) ;
- La Crosse (town, 1921) ;
- Long Beach (town, 1921) ;
- Trail Creek (town, 1924) ;
- Pottawattamie Park (town, 1936) ;
- Kingsbury (town, 1941) ;
- Kingsford Heights (town, 1946) ;
- Michiana Shores (town, 1947).

## Démographie
| Groupe                           | Comté de LaPorte | Indiana |
| -------------------------------- | ---------------- | ------- |
| Blancs                           | 84,1             | 84,3    |
| Afro-Américains                  | 10,8             | 9,1     |
| Amérindiens                      | 0,3              | 0,3     |
| Asiatiques                       | 0,5              | 1,6     |
| Métis                            | 2,3              | 2,0     |
|                                  |                  |         |
| Hispaniques et Latino-Américains | 5,5              | 6,0     |